# Fa talmente male
Fa talmente male è un singolo della cantautrice italiana Giusy Ferreri, il primo estratto dal quinto album in studio Girotondo e pubblicato l'8 febbraio 2017.

## Composizione
Prodotto da Takagi & Ketra e scritto da Roberto Casalino e Paolo Catalano, Fa talmente male è un brano caratterizzato da influenze pop. Riguardo al brano, Giusy Ferreri ha dichiarato che:

## Accoglienza
Fa talmente male ha ricevuto recensioni contrastanti da parte della critica musicale. Paride Sannelli di Gazzetta di Parma ha assegnato al brano una valutazione non pienamente sufficiente (cinque e mezzo su dieci) e ha aggiunto che il brano è un' "inevitabile hit con un ritornello assassino, che entra in testa e non esce più" mentre il critico musicale Ernesto Assante per la Repubblica un "pezzo di media levatura". Michele Monina de il Fatto Quotidiano lo ha valutato ampiamente sufficiente (sei e mezzo su dieci) ed ha aggiunto che "la canzone è perfetta per lei, un po' elettronica, tanto per ricordare che lei è quella di Roma-Bangkok e un po' latina."
Federico Vacalebre di Il Mattino gli ha assegnato una valutazione pari a cinque e mezzo pur essendo "destinata ad ossessionarci dalle radio. Fatalmente hit" mentre Giovanni Ferrari per Panorama "vuole aggiudicarsi l'effetto-tormentone con un intro ritmato con chitarra acustica." Alessandro Alicandri di TV Sorrisi e Canzoni ha invece definito Fa talmente male come un "piccolo gioiello". Secondo il giornalista, il testo del brano è fatto su misura per la cantante.

## Video musicale
Il videoclip del brano è stato pubblicato l'8 febbraio 2017 attraverso il canale Vevo della cantante. Come già successo per la realizzazione dei due video musicali presentati nel corso dell'edizione 2011 e 2014 del Festival di Sanremo (Il mare immenso e Ti porto a cena con me) dalla cantautrice è stato il regista Gaetano Morbioli con la sua Run Multimedia a occuparsi della direzione del video.
Il videoclip è stato ambientato in vari esercizi commerciali di Verona. In particolare, il Museo Nicolis mostra la cantante accanto a una Rolls-Royce Camargue con annessa statuetta Spirit of Ecstasy. Il concetto del video è il racconto di un viaggio d'amore tormentato e ha come protagonista la stessa Giusy Ferreri.

## Esibizioni dal vivo
Il brano è stato presentato per la prima volta dal vivo in occasione della prima serata del Festival di Sanremo 2017.

## Tracce
Testi e musiche di Roberto Casalino, Paolo Catalano, Alessandro Merli e Fabio Clemente; edizioni musicali Sony Music.
1. Fa talmente male – 2:59

## Classifiche
| Classifica (2017)         | Posizione massima |
| ------------------------- | ----------------- |
| Italia                    | 57                |
| Italia (airplay italiane) | 12                |
| Italia (airplay TV)       | 17                |